# Cyaniris damoetas
Cyaniris damoetas är en fjärilsart som beskrevs av Johann Andreas Benignus Bergsträsser 1779. Cyaniris damoetas ingår i släktet Cyaniris och familjen juvelvingar. Inga underarter finns listade i Catalogue of Life.